# Форт Росс: У пошуках пригод
«Форт Росс: У пошуках пригод» — російський кінофільм 2014 року режисера Юрія Мороза за однойменним романом Дмитра Полєтаєва.

## Зміст
Мормони свято вірять у Святе Письмо. Але, коли 15-річна Рейчел заявила, що вагітна від святого духу, їй чомусь не повірили. Взагалі, у її викладі, це сталося при прослуховуванні електронного пристрою під назвою «магнітофон», з піснею, яка захопила її душу з тісних рамок мормонських правил. З чисто фізичної сторони, можна сказати, що вона завагітніла від електрики. Принаймні, Рейчел у це твердо вірила. У пошуках батька своєї дитини, вона попрямувала у найближче місто — Лас-Вегас. Там електрики було — хоч відбавляй. Її це не лякало, адже вона виховувалася на Біблії. А у цій книзі про людей все написано.

## Ролі
| Актор                | Роль                             |
| -------------------- | -------------------------------- |
| Максим Матвєєв       | Дмитро, тележурналіст            |
| Максим Виноградов    | Фимка, помічник тележурналіста   |
| Анна Старшенбаум     | Марго. американка, звукооператор |
| Кирило Плетньов      | лейтенант Завалишин              |
| Олександр Петров     | Крюков, купець                   |
| Лайа Коста           | Люсія                            |
| Андрій Мерзлікін     | капітан Кусков                   |
| Дмитро Астрахан      | продюсер                         |
| Амаду Мамадаков      | служба часу                      |
| Михайло Горевий      | -                                |
| Артем Ткаченко       | Рилєєв, декабрист                |
| Олексій Кірсанов     | пірат                            |
| Сергій Легостаєв     | помічник капітана                |
| Тимур Єфременков     | -                                |
| Рамон Ланга          | губернатор Сан-Франциско         |
| Дмитро Панфілов      | лейтенант Нахімов                |
| Олена Дробишева      | мати Дмитра                      |
| Максим Бажов         | Тараканов                        |
| Олександр Парфенович | Григорій                         |
| Наталія Дедейко      | -                                |
| Ілля Соболєв         | гардемарин                       |
| Дмитро Наумов        | імператор Микола                 |
| Володимир Чуракін    | пірат                            |
| Ілля Костюков        | -                                |
| Максим Сальников     | гардемарин                       |
| Маруся Климова       | консьєржка будинку Дмитра        |

## Знімальна група
- Режисер — Юрій Мороз
- Сценарист — Дмитро Полєтаєв, Андрій Житков
- Продюсер — Дмитро Харатьян, Сергій Шушанянц
- Композитор — Юрій Потєєнко